# Acuario de Albuquerque
El Albuquerque Aquarium, se encuentra localizado en Albuquerque (Nuevo México), es una de las secciones del Albuquerque Biological Park y está ubicado contiguo al Jardín Botánico de Río Grande.
El acuario exhibe especies de peces de agua dulce del río Grande y especies de agua salada del Golfo de México de diversos hábitats entre los que se incluyen estuarios, zonas superficiales, aguas profundas, arrecife de coral, océano abierto y océano profundo. La atracción principal del acuario es el tanque del océano que contiene 1080 m3 (285.000 galones) de agua con Odontaspididae, Carcharhinus limbatus, y pequeños tiburones nadando junto a peces de arrecifes de brillantes colores, anguilas, tortugas marinas y especies de océano abierto. Cada día buzos entran en el tanque para alimentar a los peces.
Otras colecciones incluyen botes de pesca del Golfo, pecesKoi, medusas, caballitos de mar, modelismo de barcos, y un túnel de observación de anguilas. En el edificio también se encuentra un restaurante y una tienda de regalos. 

## Algunas especies

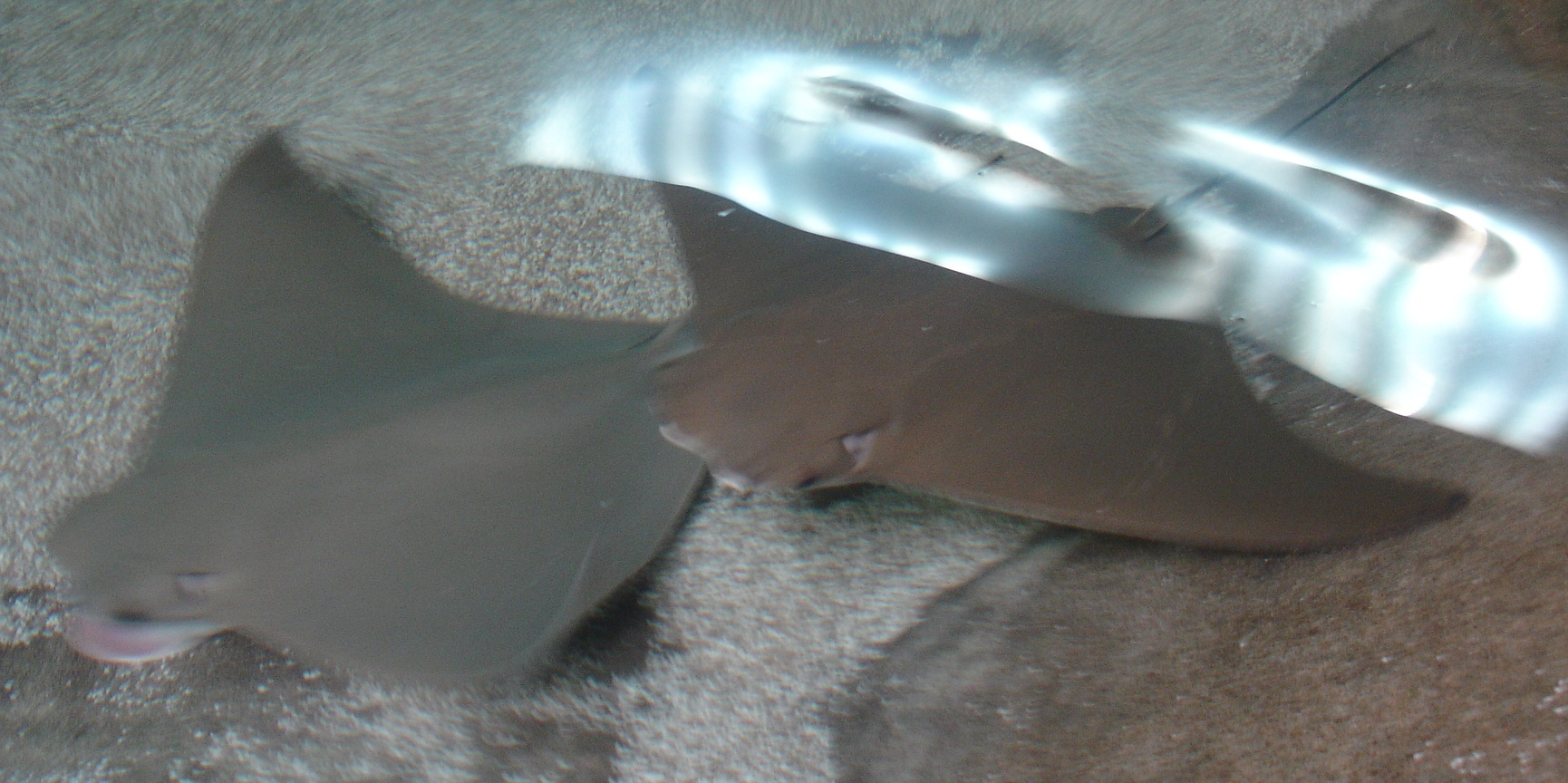
Raya nariz de vaca
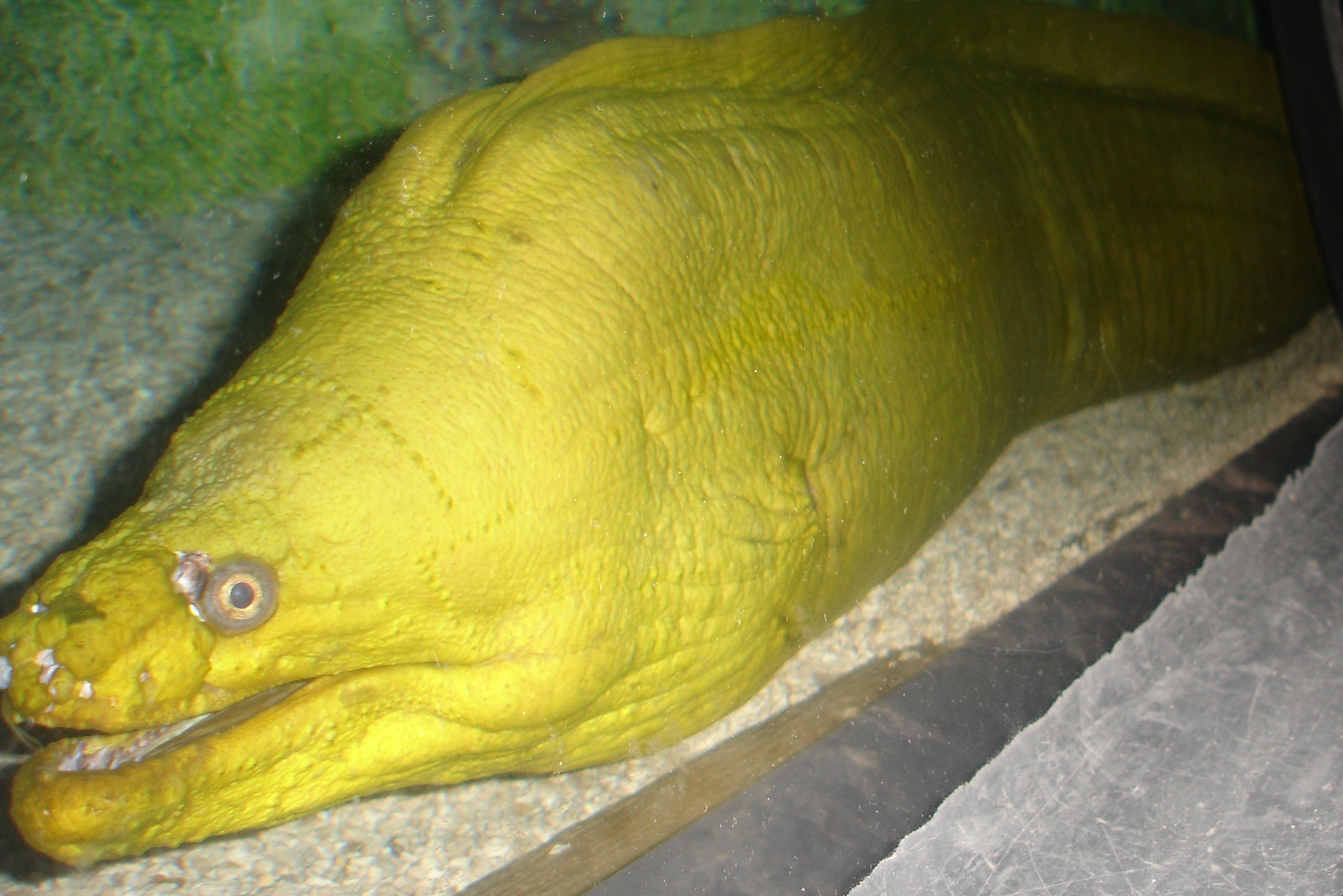
Morena verde